# Muhororo (vattendrag)
Muhororo är ett vattendrag i Burundi.   Det ligger i provinsen Gitega, i den centrala delen av landet, 60 km sydost om huvudstaden Bujumbura.
Omgivningarna runt Muhororo är huvudsakligen savann. Runt Muhororo är det ganska tätbefolkat, med 192 invånare per kvadratkilometer.